# Verdacchio
Verdacchio är en typ av gröngrå undermålning med till exempel färgen grönjord. Tekniken sägs vara bra för att få fram naturliga hudtoner. Leonardo da Vinci använde denna teknik när han målade Mona Lisa.